# Blohm & Voss Ha 137
El Blohm & Voss Ha 137 era un avión de ataque a tierra construido en el III Reich de la década de 1930. Fue el proyecto de entrada de Blohm & Voss en el concurso para equipar la renacida Luftwaffe con su primer propósito, la construcción de un bombardero en picado. Aunque el concurso sería finalmente ganado por el Junkers Ju 87, el Ha 137 demostró que B & V Hamburger Flugzeugbau, con menos de dos años de edad en ese momento, tenía un equipo de diseño verdaderamente capaz. Es interesante observar que un prototipo monoplaza Ha 137 compitió contra el Henschel Hs 123 en Rechlin.

## Diseño y desarrollo
Hamburger Flugzeugbau ya había construido el Ha 135 , un biplano entrenador que se había distinguido particularmente, bajo su primer diseñador, Reinhold Mewes. Mewes los dejó para unirse a la pequeña compañía Fieseler.

### Richard Vogt
En su lugar, Hamburger Flugzeugbau (filial de Blohm & Voss) contrató a Richard Vogt, que había estado trabajando durante una década en la compañía Kawasaki y deseaba volver a Alemania. Antes de salir de Japón, Vogt había estado trabajando en un nuevo diseño para la construcción de largueros de alas utilizando un único tubo de acero cromado (a menudo cuadrado o rectangular) que se formó tanto en la parte media de la banda y también sirvió como principal depósito de combustible.

### Projekt 6 y 7
Cuando se abrió el concurso para el programa de bombarderos en picado en 1934, la firma Hamburger ni siquiera fue invitada a presentar una proposición. Sin embargo, Vogt estaba convencido de que su nuevo método de conseguiría un avión con un mejor rendimiento que los diseños tradicionales, por lo que comenzó a trabajar en el Projekt 6 y lo presentó de todos modos.;  también comenzó a trabajar en un diseño biplano más convencional como Projekt 7.

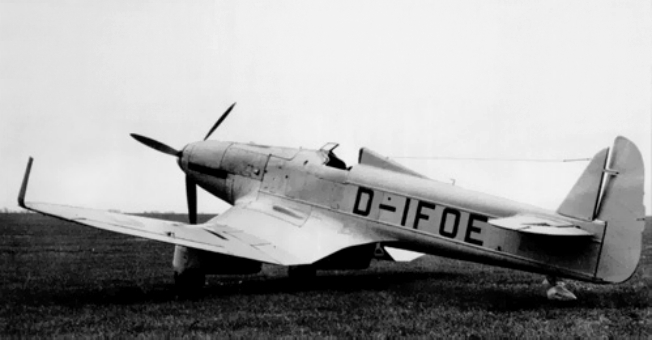
Blohm & Voss Ha 137 V-5.

El Projekt 6 era esencialmente una versión ampliada del último diseño de Vogt en Japón, el Kawasaki Ki-5. Construido enteramente de metal y el uso de un fuselaje semi- monocasco, el diseño parecía más un caza - específicamente como el Heinkel He 112 - que un bombardero en picado. El ala utiliza el sistema de larguero tubular, la porción interior de las cuales fue sellado como un tanque de combustible con una capacidad de 270 l (70 gal EE. UU.). El diseño utiliza tren de aterrizaje fijo, por lo que con el fin de reducir su longitud, y por lo tanto la resistencia, las alas ofrecieron una fuerte ala de gaviota invertida curva. Las ruedas fueron montadas en dos amortiguadores cada una, por lo que el carenado alrededor del engranaje era lo suficientemente grande para permitir el montaje de una ametralladora MG 17 7,92 mm (0,312 in)  para las pruebas, y un Cañón MG FF de 20 mm si era necesario. Dos MG 17 7,92 mm (0,312 in) adicionales fueron montadas en el capó del motor.

### Problema con los motores
Los motores resultaron dar más de un problema. Vogt inicialmente había presentado el montaje del nuevo diseño BMW XV. El futuro de este motor se puso en duda, sin embargo, y el Ministerio del Aire del Reich (RLM) pidió el diseño para ser revisado con el motor radial Pratt & Whitney Hornet de 485 kW (650 CV) , para que a continuación, se iniciará la producción bajo licencia en Alemania equipado con el motor BMW 132 , por lo que Vogt modificó el diseño para utilizar el Hornet como Projekt 6a, o, alternativamente, el Rolls-Royce Kestrel como Projekt 6b. El RLM encontró el diseño lo suficientemente interesante como para financiar la construcción de tres prototipos.

#### Se usan motores Hornet y Kestrel
El Ha 137 V1 (motorizado con el Hornet) voló por primera vez en abril de 1935, seguido en marzo por el V2; ambos fueron enviados a Travemünde ese verano. Pronto se hizo evidente que el motor Hornet era tan grande que la visibilidad durante el picado resultaba muy afectada, y el RLM entonces sugirió que el tercer prototipo se completará como 6b con el Kestrel, lo que retrasa un poco para cambiar los soportes del motor y agregar un radiador de aspecto un poco extraño debajo del morro.

### Programa de bombardero en picado
En este punto los requisitos definitivos para el programa de bombardero en picado se habían elaborado basándose directamente en las especificaciones de Junkers,  de su propia proposición, la que ya había sido seleccionada para ganar, llamando a un configuración de dos plazas. El Ha 137 fue por ello excluido, aunque siendo realista el otro diseño tenía la oportunidad de ganar de todos modos.

### Siguen las pruebas fuera de concurso
El RLM sin embargo, estaba lo suficientemente interesado en el diseño como para ordenar otros tres prototipos propulsados con los nuevos motores Junkers Jumo 210. Las versiones con motor radial alimentado, con carácter retroactivo serían conocidos como Ha 137A, mientras que las versiones con motores en línea se designaron Ha 137B. Continuaron realizándose pruebas adicionales durante 1936, y los prototipos también participaron en el concurso de bombardero en picado "amañado" en junio de 1936, pero este diseño todavía estaba siendo considerado para el cometido de apoyo cercano en vez de bombardero en picado. Sin embargo, cuando Ernst Udet ese año fue nombrado Jefe del Estado Mayor de Caza y Bombardeo en Picado, consideró el cometido de apoyo cercano innecesario, e informó a Hamburguer que debería dejar de trabajar en el diseño.

### Se usan motores Junkers Jumo 210
Los tres prototipos con motor Jumo se construyeron de todos modos, durante 1936 y 1937 y con el tiempo se utilizaron como banco de pruebas de aviones en Blohm & Voss. El V1 resultó destruido en unas pruebas durante 1935 cuando la munición de sus armas explotó, y el V6, D-IDTE, se estrelló en julio de 1937,.  Los cuatro restantes fueron utilizados durante años hasta que la falta de piezas de repuesto para los motores con el tiempo les impidieron volar.

### Versión marítima (Projekt 11)
Vogt también había hecho algunos trabajos en una versión marítima del diseño como Projekt 11; Sin embargo, el peso adicional del equipo de aterrizaje, o flotadores como en el 11b, reducía drásticamente sus prestaciones e hizo el diseño inviable.

## Especificaciones (137 Ha V4)

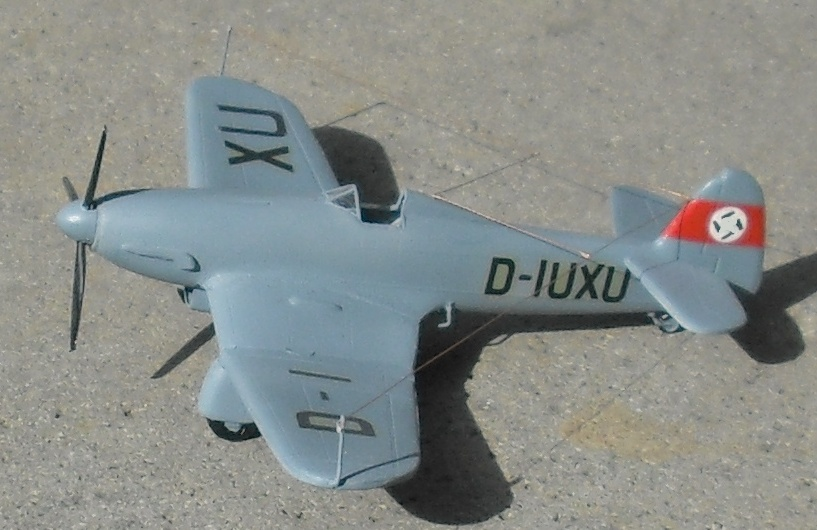
Modelo de un Ha 137 en escala 1/72

Fuente

### Características generales
- Tripulación: 1
- Longitud: 9,45 m
- Envergadura: 11,15 m
- Altura: 2,8 m (9 pies 2 pulg)
- Superficie alar: 23,5 m²
- Peso en vacío: 1.814 kg
- Peso bruto: 2.415 kg
- Planta motriz: 1 × motor de pistón Junkers Jumo 210Aa V-12 refrigerado por líquido, de 440 kW (590 CV) para el despegue,455 kW (610 CV) a 2.600 m (8.530 pies)
- Hélices: hélice metálica 3 palas

### Rendimiento
- Velocidad máxima: 297 kmh (185 mph; 160 kn) a 2.000 m (6.562 pies)
- Velocidad de crucero: 290 kmh (180 mph; 157 kn) a 2.000 m (6.562 pies)
- Alcance: 575 km (357 mi; 310 nmi)
- Techo de vuelo: 7.000 m (22.966 pies)
- Régimen de ascenso: 8,33 m / s (1640 pies/min)
- Tiempo para alcanzar 2.000 m (6562 pies), sin carga externa: 4 minutos
- Tiempo para alcanzar 4.000 m (13.123 pies), sin carga externa: 9 minutos

### Armamento
Armas de fuego
- 2 x ametralladoras MG 17 7,92 mm (0,312 in) en la cubierta delantera del fuselaje
- 2 x ametralladoras MG 17 7,92 mm o 2 × cañones MG FF de 20 mm (0.787 in) en los carenados del tren de aterrizaje

Bombas
- 4 x bombas SC50 50 kg

## Usuario
- - Luftwaffe